# There Will Be More
There Will Be More est une pièce de théâtre du dramaturge anglophone Edward Bond créée en 2010 au Cock Tavern Theater et qui devait être la première partie d'une trilogie.

## Mythologie
Cette pièce se veut une réécriture du mythe de Médée. L'onomastique est révélatrice à cet égard : Dea est une aphérèse de Medea (nom anglais de Médée) et Johnson une altération de Jason. Le motif de l'infanticide des jumeaux du premier tableau, ainsi que le départ final de Dea victorieuse sont repris au mythe antique tel qu'il est réécrit dans le Médée d'Euripide.

## Résumé

### Premier tableau
Dea assassine ses deux enfants alors que son mari, Johnson, se prépare à un dîner important. En réaction, il la viole devant leurs domestiques.

### Deuxième tableau
Dix-huit ans plus tard, Olivier, l'un des enfants jumeaux issus du viol de Dea est dans la chambre du premier tableau tandis que son frère, qui porte le même nom que leur père, est au front. Olivier fait entrer sa mère, enfuie de l'asile, qu'il ne connait pas. Johnson, son ancien mari, rentre et découvre sa femme qu'il accepte d'héberger pour une nuit.

### Troisième tableau
Trois jours plus tard, Dea révèle à Oliver qu'elle est sa mère. Quand Johnson l'apprend, il lui propose de rester avec lui après avoir engagé Olivier dans l'armée pour l'éloigner de la maison. Face au refus de Dea, Johnson tente de la violer, elle le poignarde alors. Olivier, somnambule, entre alors dans la chambre et Dea profite de son sommeil pour le violer par une fellation. Il se réveille soudain, et réalisant ce qu'il s'est passé, il veut appeler la police, mais Dea le poignarde avant. La pièce se clôt sur les paroles de Dea : « There will be more ».

### Articles
Eléonore Obis, « There Will Be More d’Edward Bond : pour un autre théâtre politique », Sillages critiques, no 18,‎ 2014 (lire en ligne)